# Anomala caligrapha
Anomala caligrapha är en skalbaggsart som beskrevs av Bates 1888. Anomala caligrapha ingår i släktet Anomala och familjen Rutelidae. Inga underarter finns listade i Catalogue of Life.